# Tuzaguet
Tuzaguet település Franciaországban, Hautes-Pyrénées megyében. Lakosainak száma 425 fő (2022. január 1.). Tuzaguet Cantaous, Anères, Bizous, Escala, Montoussé és Saint-Laurent-de-Neste községekkel határos.

## Népesség
A település népessége az elmúlt években az alábbi módon változott:
| Lakosok száma | 457  | 458  | 469  | 453  | 446  | 438  | 436  | 431  | 425  |
|               | 2013 | 2015 | 2016 | 2017 | 2018 | 2019 | 2020 | 2021 | 2022 |